# Zolenskyita
La zolenskyita és un mineral de la classe dels sulfurs. Rep el nom en honor de Michael E. Zolensky (n. 1955), científic planetari de la NASA, i expert en mineralogia meteorítica i mineralogia primitiva dels cometes, entre altres camps. El planeta menor 6030 Zolensky també rep el nom en honor seu.

## Característiques
La zolenskyita és un sulfur de fórmula química FeCr₂S₄. Va ser aprovada com a espècie vàlida per l'Associació Mineralògica Internacional l'any 2020, sent publicada l'any 2022. Cristal·litza en el sistema monoclínic.
Les mostres que van servir per a determinar l'espècie, el que es coneix com a material tipus, es troben conservades a la col·leccions de meteorits de la divisió de ciències geològiques i planetàries de l'Institut Tecnològic de Califòrnia, a Pasadena (Califòrnia), amb els números de catàleg: icm1 i icm3.

## Formació i jaciments
Va ser descoberta al meteorit Indarch, recollit a Shusha, dins el districte d'Aghjabadi (Azerbaidjan), en forma de petits cristalls d'entre 10 i 20 microns. Aquest indret és l'únic a tot el planeta on ha estat descrita aquesta espècie mineral.